# Андорра на зимових Олімпійських іграх 1998
Андорра брала участь у Зимових Олімпійських іграх 1998 року у Наґано (Японія), але не завоювала жодної медалі. Країну представляли три спортсмени в одному виді спорта.

## Гірськолижний спорт
Чоловіки
| Спортсмен      | Змагання           | Спуск 1 | Спуск 2 | Всього | Всього |
| Спортсмен      | Змагання           | Час     | Час     | Час    | Місце  |
| -------------- | ------------------ | ------- | ------- | ------ | ------ |
| Віктор Ґомез   | Супергігант        |         |         | DNF    | —      |
| Джерард Ескода | Гігантський слалом | 1:25.23 | DNF     | DNF    | —      |
| Віктор Ґомез   | Гігантський слалом | 1:25.07 | DNF     | DNF    | —      |
| Віктор Ґомез   | Слалом             | DNF     | —       | DNF    | —      |
| Джерард Ескода | Слалом             | DNF     | —       | DNF    | —      |

Жінки
| Спортсмен | Змагання           | Спуск 1 | Спуск 2 | Всього  | Всього |
| Спортсмен | Змагання           | Час     | Час     | Час     | Місце  |
| --------- | ------------------ | ------- | ------- | ------- | ------ |
| Вікі Ґро  | Гігантський слалом | DNF     | —       | DNF     | —      |
| Вікі Ґро  | Слалом             | 48.41   | 49.28   | 1:37.69 | 19     |